# 损害管制

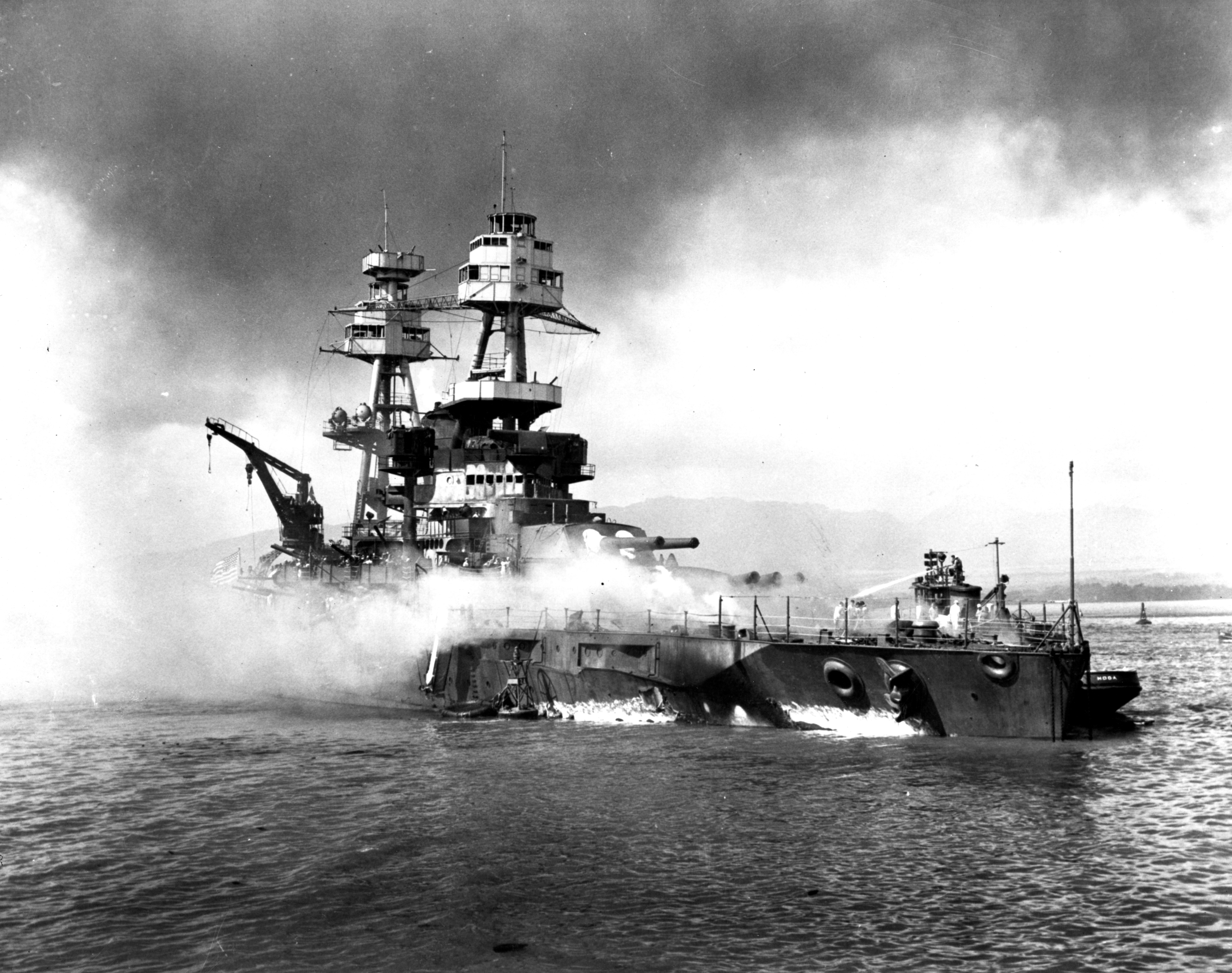
1941年12月7日上午9：25损害管制：美国海军内华达号在遭受日军的炸弹和鱼雷攻击后燃烧中呈暂时搁浅状态，一条港口拖轮在其一侧，帮助扑灭火灾

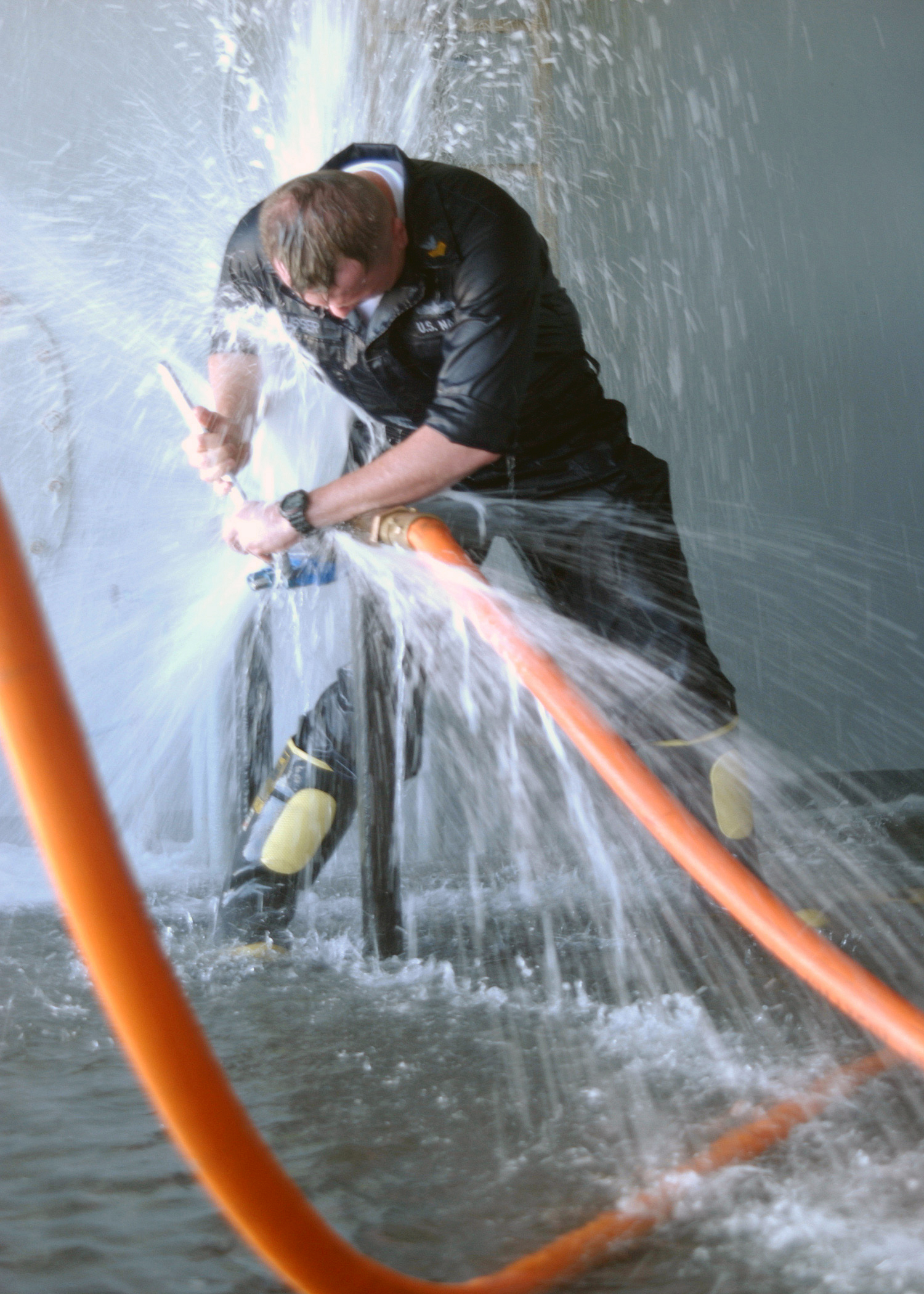
美国海军损管队员正在练习管道修补技术

损害管制（英语：damage control），全称“舰艇损害管制”，简称“损管”，是长期使用于商船、航运业和海军对于可能危害船舶沉没的情况下的紧急控制。它也可以运用在其他领域，解释如下。
举例：
- 管道或者由指水线以下船体的破裂
- 触礁或由于对码头的硬靠泊所造成的损害
- 炸弹以及爆炸做造成的损害

该术语也用于项目管理以及在其他一些情况下用来描述任何处理将会危及之前所作努力及成果的问题的行动。除此之外，在政治以及媒体行业，它常指相应地信息封锁或者由政治顾问代理对事件做出回应。

## 维护和演习
损害管制所指的不仅仅是在伤者所使用的设备方面的知识。
损害管制的另一个重要组成部分是演习。
常见的损管设备包括PHARS（Portable Hydraulic Access Rescue System，便携式液压访问救援系统），PECU（Portable Exothermic Cutting Unit，便携式自散热切割机）以及其他一些手持设备。

## 当代著名事例
- 2000年美國阿利伯克級驅逐艦科爾號在也門水域中遭到基地組織恐怖份子炸彈襲擊，左舷被炸穿，幸得損管人員的努力搶修下，成功送回美國進行維修。

### 其他
- 造船学